# Endin (Trøðum)
Endin (Trøðum) è un rilievo alto 452 metri sul mare situato sull'isola di Sandoy, nell'arcipelago delle Isole Fær Øer, in Danimarca.